# 天门增一
室女座57，又名BD-19 3653，HD 115202、SAO 157823、HR 5001，是室女座的一颗恒星，视星等为5.22，位于銀經310.77，銀緯42.56，其B1900.0坐标为赤經13h 10m 34.2s，赤緯-19° 42.56′ 41″。